# Delos Davis
Pour les articles homonymes, voir Davis.
Delos Rogest Davis, né le 4 août 1846 et mort le 13 avril 1915, est le troisième avocat noir au Canada et le premier conseiller du roi noir. Davis est souvent à tort considéré comme le premier avocat noir au Canada, mais Robert Sutherland (qui est admis au barreau en 1855 et décédé en 1878) et Abraham Beverley Walker (admis au barreau du Nouveau-Brunswick en 1882) l'ont précédé.

## Jeunesse
Davis est né dans le Maryland en 1846 et grandit dans le canton de Colchester, en Ontario,. Il est le fils de James Davis, un ancien esclave de Virginie venu via un chemin de fer clandestin en 1850.

## Carrière
Delos commence par enseigner à l'école puis étudie le droit avec Gordon Watts Leggatt et Charles Robert Horne de Windsor, rêvant de devenir avocat. Il se qualifie pour exercer la profession de notaire public en 1873. Comme il n'est pas en mesure de trouver un cabinet d'avocats prêt à le laisser travailler avec eux, William Douglas Balfour introduit en 1884 une loi spéciale permettant à Davis d'exercer comme avocat s'il réussit le test obligatoire du Barreau du Haut-Canada. Une deuxième loi spéciale permet à Davis de devenir avocat et il est appelé au barreau le 15 novembre 1886,.
Il s'installe à Amherstburg en 1887. De 1900 à 1905, il pratique avec son fils Frederick Homer Alphonso, diplômé d'Osgoode Hall.
Le 10 novembre 1910, le gouvernement de l'Ontario le nomme conseiller du roi, «le premier Noir ainsi nommé au Royaume-Uni de Grande-Bretagne et d'Irlande et dans les dominions britanniques », l'année suivant sa retraite de la pratique.

## Vie privée
En 1868, Davis épouse Nancy Jane Mitchell. En 1907, il épouse Mary Jane Banks, sa première femme était décédée en 1893 lors d'un accouchement.
Il meurt chez lui, près d'Amherstburg, en 1915.

## Postérité
En 1978, un groupe d'avocat noirs fonde la « Delos Davis Guild » en son honneur.